# یک‌چرخه خودتراز
یـِک‌چَرخهٔ خودتراز یا تَک‌چَرخ یک وسیلهٔ ترابری از نوع تک‌چرخ است که با استفاده از حسگر، ژیروسکوپ و شتاب‌سنج و به‌وسیلهٔ یک موتور الکتریکی حرکت می‌کند.

## کاربرد این وسیله
این وسیله برای حمل و نقل شهری در شهرهای پرترافیک بسیار مفید است. چرا که به جای پارک نیاز نداشته و می‌توان آنرا داخل دفتر کار، آسانسور، مترو، تاکسی و جاهای دیگر برد.
آموزش استفاده از این وسیله نیاز به چند ساعت زمان دارد و همه افرادی که توانایی استفاده از دوچرخه و موتورسیکلت را دارند می‌توانند راندن تکچرخه برقی را نیز بیاموزند.
نداشتن سیستم تعلیق و خطر افتادن به دلیل سوختن برد الکترونیک از نکات منفی این وسیله ترابری است.

## نظریهٔ کنترلیِ یک‌چرخهٔ خودتراز
طراحی یک‌چرخهٔ خودتراز که توانایی حفظ تعادل خود در سه بُعد را داشته باشد، یک موضوع جالب در تئوری کنترل و رباتیک است.
در وهلهٔ اول، یک‌چرخهٔ خودتراز به‌عنوان یک سامانهٔ کنترل غیرخطی محسوب می‌شود. با این حال، مسائل مهمتری در مدل‌سازی کامل این سامانه وجود دارد. حرکت چرخ در هر لحظه می‌تواند در یک بُعد باشد (یعنی جلو و عقب). کنترل این سامانه در جهت‌های دیگر نیازمند مؤلفه‌های دیگری مانند آونگ کمکی، چرخ واکنشگر یا ژیروسکوپ کنترل لحظه‌ای است.